# Polizeiruf 110: Im Netz der Spinne
Im Netz der Spinne ist ein deutscher Kriminalfilm von Erwin Keusch aus dem Jahr 1997. Der Fernsehfilm erschien als 194. Folge der Filmreihe Polizeiruf 110.

## Handlung
Die Frau des Holzfabrikanten Peter Büscher, Rosa, wird tot in ihrer Nürnberger Wohnung aufgefunden. Nachbarn berichten von einem lauten Streit, sodass zunächst der Ehemann in Verdacht gerät. Der jedoch steht betrunken vor der Wohnung der Psychologin Dr. Silvia Jansen, bei der Rosa vor langer Zeit in Behandlung war. Sie litt damals an Bulimie, doch konnte Silvia sie therapieren. Ermittler Ulf Maiwald findet unterdessen heraus, dass die Tote zuletzt mit Prof. Dr. Rudolf Fischer von der Schönheitsklinik Vitapark telefoniert hat. Pathologin Dr. Lilo Schüller wiederum tippt bei ersten Untersuchungen auf eine natürliche Todesursache, deutet doch alles auf Herzversagen hin. Erst die Obduktion ergibt, dass Rosa vergiftet worden sein muss, doch gelingt es Lilo nicht, das tödliche Gift zu identifizieren. Einen Tod durch Spinnengift – Rosa und Peter halten zahlreiche Vogelspinnen in Terrarien – kann jedoch ausgeschlossen werden.
Bei der Testamentseröffnung erfahren Peter Büscher und auch die zur Eröffnung geladene Silvia, dass Rosa ihr gesamtes Vermögen der Klinik Vitapark vermacht hat. Peter ist außer sich, hat er doch seinen Besitz auf seine Frau überschreiben lassen, um im Konkursfall nicht alles zu verlieren. Er kündigt an, das Testament anzufechten. Rudolf Fischer wiederum macht Silvia ein Jobangebot, könne er in seiner Klinik doch eine gute Psychologin gebrauchen. In Wirklichkeit befürchtet er, dass Rosa während ihrer Behandlung bei Silvia Dinge über ihn ausgeplaudert hat, und will sie nun kontrollieren. Silvia nimmt sein Angebot an, weil wiederum die Nürnberger Polizei, und da vor allem Kriminalkommissar Ulf Maiwald, sie als verdeckte Ermittlerin in die Klinik einschleusen wollen.
Während ihrer Zeit in der Klinik erkennt Silvia, dass die Patienten erstaunliche Erfolge bei der Gewichtsabnahme haben. Da Rudolf Fischers Therapie jedoch vor allem in der Stimulation der mentalen Kräfte liegt und die Gäste neben wenig Sport alles außer Fleisch essen dürfen, erscheinen die Erfolge der Patienten rätselhaft. Silvia erfährt, dass eine frühere Patientin Fischers kurz nach der Behandlung plötzlich verstorben ist. Sie besorgt sich heimlich die Liste aller „Repeater“, also Patienten, die mehrfach bei Fischer in Behandlung waren. Zudem lässt sie den Hintergrund von Fischers rechter Hand Gabriele Zimmermann überprüfen. Tatsächlich zeigt sich, dass mehrere „Repeater“ nach der Behandlung eines scheinbar natürlichen Todes gestorben sind. Die echte Gabriele Zimmermann wiederum verstarb vor mehreren Jahren bei einem Autounfall.
Während ihrer Zeit in der Klinik ist Silvias neues Buch erschienen. Im Klappentext wird auf ihre gute Zusammenarbeit mit der Nürnberger Polizei verwiesen – ihr Inkognito droht bekanntzuwerden. Maiwald erscheint daher in der Klinik und wird für einen neuen Patienten gehalten. Er durchläuft Gabrieles Anmeldeprozedur mit Blutabnahme und Medikamenteneinnahme. Gabriele durchsucht heimlich seine Taschen und findet so heraus, dass er in Wirklichkeit Polizist ist. Sie verabreicht ihm eine ominöse Pille. Über die Überwachungskameras sieht sie, wie Maiwald kurz darauf Kontakt zu Silvia aufnimmt – Silvia erfährt, dass ihre Verbindung zur Polizei öffentlich gemacht wurde, und beginnt, ihre Sachen zu packen. Gabriele wiederum fängt mit der Vernichtung von Medikamenten an. Als Rudolf Fischer sie dabei überrascht, macht sie ihm klar, dass sie ohne sein Wissen Langzeitstudien an 480 Patienten durchgeführt habe, wobei sie ein eigenes Medikament testete. Er selbst sei schuld, dass die Versuchsreihe nun unterbrochen wurde, da er durch seine enge Beziehung zu Rosa die Ermittler erst auf die Spur des Klinikums gebracht habe. Rudolf Fischer ist außer sich und es kommt zum Wortgefecht, das Silvia mitanhört. Am Ende erschießt Gabriele Rudolf Fischer und kündigt an, auch Maiwald und Silvia umzubringen. Maiwald, dem es nach Einnahme von Gabrieles Pille immer schlechter geht, erfährt von Lilo, dass es sich bei dem Gift, das in Rosas Körper gefunden wurde, um eine Substanz handelt, die vor einigen Jahren von einer Dr. Petra Thaler erstmals beschrieben wurde. Die Substanz sorge dafür, dass der Körper kein Fett mehr aufnehme. Nach Experimenten an Patienten mit dieser Pille war Thaler die Approbation entzogen worden. Kurz darauf steht Gabriele vor Maiwald und bedroht ihn mit einer Waffe – sie ist Petra Thaler. Silvia gelingt es kurz darauf, Gabriele zu entwaffnen. Maiwald wiederum kann durch eine Blutwäsche das Leben gerettet werden.

## Produktion

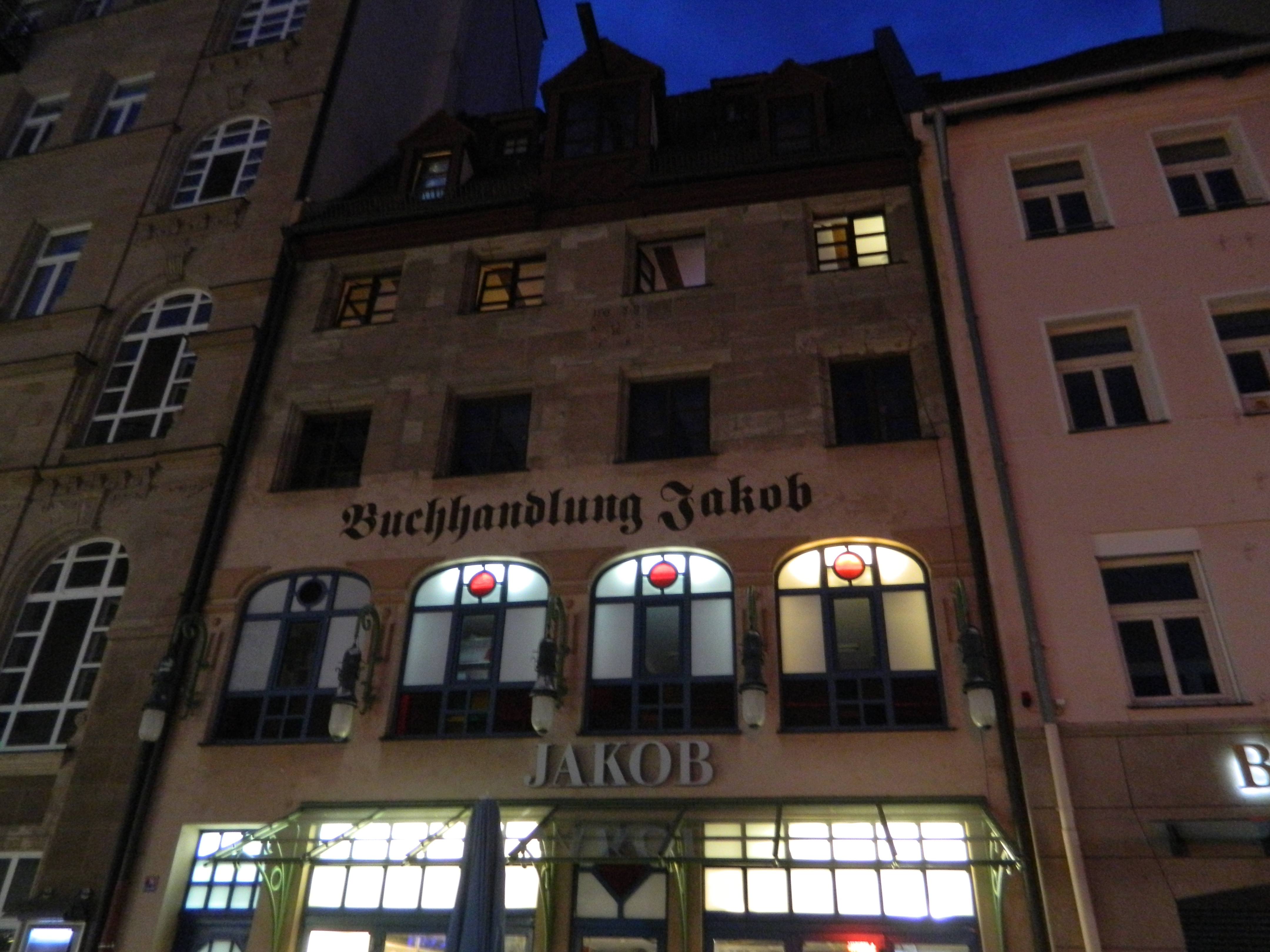
Buchhandlung Jakob am Hefnersplatz, ein Drehort des Films

Im Netz der Spinne stellte die Rückkehr des BR zur Reihe Polizeiruf 110 dar. Der Sender war 1994 nach dem kritisierten ersten Film Gespenster aus der Reihe ausgestiegen, um sich stärker der Serie Ärzte und der Reihe Tatort widmen zu können. Die Fälle um Silvia Jansen wiederum waren zunächst als eigenständige Reihe unter dem Namen Eine Frau für alle Fälle geplant und wurden erst kurzfristig in Polizeirufe umgewidmet.
Der Film wurde nur in Teilen in Nürnberg, darunter an der St.-Lorenz-Kirche, am Heilig-Geist-Spital, an der Nürnberger Burg sowie vor der Buchhandlung Jakob und dem Peter-Henlein-Brunnen am Hefnersplatz, gedreht. Weite Teile des Films entstanden in Oberbayern sowie in einer Kurklinik am Starnberger See. Die Kostüme des Films schuf Carola Niemeier-Wagner, die Filmbauten stammen von Gert B. Venzky. Der Film erlebte am 26. Oktober 1997 auf dem Ersten seine Fernsehpremiere. Die Zuschauerbeteiligung lag bei 18 Prozent.
Es war die 194. Folge der Filmreihe Polizeiruf 110. Dr. Silvia Jansen ermittelte in ihrem 1. Fall.

## Kritik
„Die ‘Polizeiruf’-Reihe steht ja eigentlich für Qualität, der erste Auftritt von Gaby Dohm als Polizeipsychologin gehört dennoch zu den Ausreißern nach unten. Und das so richtig: krude Story, stümperhafte Inszenierung, lachhafte Dialoge, übertrieben agierende Darsteller und ein fragwürdiges Tatmotiv“, urteilte die TV Spielfilm und fasste zusammen: „Gefangen im Netz der unfreiwilligen Komik“. Auch die Nürnberger Nachrichten kritisierten den Film: „Es steht zu befürchten, daß die Krimihandlung als seriöse spannende Unterhaltung geplant war. Die Umsetzung allerdings muß jenen, die über geringe Ortskenntnisse verfügen, wie eine Satire auf die Noris erscheinen.“ „Es ist ein gut durchsetztes, hart am Satirischen gelagertes fränkisches Pandämonium, was Autor Klaus-Peter Wolf angerichtet hat“, schrieb auch die Süddeutsche Zeitung.
Gabi Dohms Silvia Jansen müsse sich im Film „mit reichlich stereotypen Situationen, mit hölzernen Dialogen und aufdringlich agierenden Kollegen herumschlagen“, befand die Stuttgarter Zeitung. Rainer Tittelbach konstatierte, dass in Silvia Jansens Einstand „die Einführung der Figur zu kurz gekommen ist“.
Auch wenn die Auflösung des Falls „vielleicht etwas heftig“ war, sei habe der Krimi „ungetrübtes Fernsehvergnügen bereitet…: spannend, voll hintergründiger Ironie und mit ganz angenehmem Tempo“, befand die Leipziger Volkszeitung. Der Tagesspiegel lobte das Spiel von Max Volkert Martens und Armin Rohde, attestierte den Figuren Ulf Maiwald und Silvia Jansen jedoch fehlendes Charisma, sodass „die Ermittler- gegen die Täterseite gar zu arg abfällt.“ Zwar habe Regisseur Keusch das Drehbuch Wolfs über weite Strecken „überzeugend inszeniert, aber leider zu glanzlos, um einige platte Stellen zum Schillern zu bringen.“